# Hocine Gacemi
Hocine Gacemi (Argel, Argelia, 1974 – París, Francia, 21 de marzo de 2000) fue un futbolista argelino.

## Carrera
Gacemi comenzó su carrera en el club local MC Alger. Uno de los strikers más prometedores de la liga argelina, firmó con JS Kabylie al comienzo de la campaña de 1999. Lo vincularon con un movimiento al club RC Lens de la Ligue 1 antes de morir.

## Muerte
Hocine Gacemi logró anotar un gol, pero golpeó violentamente a su defensor y aterrizó en el suelo, inconsciente. Fue trasladado de inmediato a un hospital local y luego al hospital Salpêtrière en Francia, donde finalmente murió a causa de su lesión.